# GloboNews
GloboNews es un canal brasileño de televisión de paga basado en noticias. Fue fundado el 15 de octubre de 1996 y es propiedad de Canais Globo, una división del Grupo Globo. Es un nuevo canal de TV de paga que transmite contenido periodístico las 24 horas del día, los 7 días de la semana.

## Historia
El proyecto comenzó en 1994 cuando Evandro Carlos de Andrade, quien dejó la dirección del periódico O Globo después de 24 años, asumió la dirección de Periodismo y Deportes de TV Globo. Invitó a Alice-Maria Reiniger a regresar a la empresa, quien había dejado el Grupo Globo junto con Armando Nogueira (entonces director de Periodismo de TV) en 1990. Decidieron hacer la agencia de noticias inspirándose por el exitoso modelo internacional de televisión por cable de noticias como el que hace el CNN. Finalmente apareció el 15 de octubre de 1996, pasando inicialmente por un período de prueba, con Alice-Maria Reiniger y Evandro Carlos de Andrade. 
Desde el comienzo GloboNews se emitió con noticias destacadas nacionales e internacionales. Además se transmitía en una red interna hasta que finalmente se ajustaba el idioma y se seleccionaban los hosts.  Aunque está restringido a suscriptores de televisión por cable y satélite, GloboNews se convirtió así en el primer canal de noticias en Brasil. En 2013 también se introdujo el HD.
El canal prosperó hasta convertirse en 2016 en el tercer canal de TV paga con mayor audiencia en Brasil, solo detrás de los canales infantiles Discovery Kids y Cartoon Network. En 2017, incluso superó en audiencia por momentos a los canales de TV abierta SBT y Record, quedando solo detrás de la principal emisora del grupo, TV Globo. De esa manera GloboNews se ha convertido en el líder de audiencia entre los canales de noticias de TV paga y tiene los mejores índices de audiencia de prestigio de marca entre sus rivales.